# 女
 (mai 2021).
Si vous disposez d'ouvrages ou d'articles de référence ou si vous connaissez des sites web de qualité traitant du thème abordé ici, merci de compléter l'article en donnant les références utiles à sa vérifiabilité et en les liant à la section « Notes et références ».
女 (chinois : 女 ; pinyin : nǚ ; litt. « femme, dame ou bien encore fille » est un hanzi chinois à trois traits, de type pictogramme (par opposition aux idéogrammes ou idéophonogrammes).
En japonais, 女 (« femme ») est un kanji composé de trois traits. Il fait partie des kyōiku kanji de 1re année. Il se lit ジョ (jo) en lecture on et おんな (on’na) en lecture kun.
Son Unicode est 5973.

## Usages en chinois

Le caractère en petit sigillaire.

### Usages principaux
- 女孩, nǚhái, « fille (enfant) »
- 女儿, nǚér, « fille (enfant) »
- 女子, nǚzǐ, « femme »
- 女生, nǚshēng, « étudiante »
- 女士, nǚshì, « dame »

### En tant que clé

Style le plus ancien, carapace de tortue (–).

| 除部首外之筆劃 | 字例 |
| -------------- | --- |
| 0              | 女 |
| 1              | |
| 2              | 奴奵奶 |
| 3              | 奷奸她奺奻奼好奾奿妀妁如妃妄妅妆妇妈                                                                                                 |
| 4              | 妉妊妋妌妎妏妐妑妒妓妔妕妖妗妘妙妚妜妝妞妟妠妡妢妣妤妥妦妧妨妩妪妫                                                                   |
| 5              | 妬妭妮妯妰妱妲妳妴妵妶妷妸妹妺妻妼妽妾妿姀姁姂姃姄姅姆姇姈姉姊始姌姍姎姏姐姑姒姓委姕姖姗                                             |
| 6              | 妍姘姙姚姛姜姝姞姟姠姡姢姣姤姥姦姧姨姩姪姫姭姮姯姰姱姲姳姴姵姶姷姸姹姺姻姼姽姾姿娀威娂娃娄娅娆娇娈                                   |
| 7              | 姬娉娊娋娌娍娎娏娐娑娒娓娔娕娖娗娘娙娚娛娜娝娞娟娠娡娢娣娤娥娦娧娨娩娪娫娭娮娯娰娱娲娳娴娽                                           |
| 8              | 娬娵娶娷娸娹娺娻娼娾娿婀婁婂婃婄婅婆婇婈婉婊婋婌婍婎婏婐婑婒婓婔婕婖婗婘婙婚婛婜婝婞婟婠婡婢婣婤婥婦婧婨婩婪婫婬婭婮婯婰婱婲婳婴婵婶 |
| 9              | 婷婸婹婺婻婼婽婾婿媀媁媂媃媄媅媆媇媈媉媊媋媌媍媎媏媑媒媓媔媕媖媗媘媙媚媛媜媝媞媟媠媡媢媣媤媥媦媧媨媩媪媫媬媭媮媯媼嫏                 |
| 10             | 嘦媐媰媱媲媳媴媵媶媷媸媹媺媻媽媾媿嫀嫁嫂嫃嫄嫅嫆嫇嫈嫉嫊嫋嫌嫍嫎嫐嫑嫒嫓嫔                                                           |
| 11             | 嫕嫖嫗嫘嫙嫚嫛嫜嫝嫞嫟嫠嫡嫢嫣嫤嫥嫦嫧嫨嫩嫪嫫嫬嫭嫮嫯嫰嫱嫲                                                                         |
| 12             | 嫳嫴嫵嫶嫷嫸嫹嫺嫻嫼嫽嫾嫿嬀嬁嬂嬃嬄嬅嬆嬇嬈嬉嬊嬋嬌嬍嬎嬏                                                                           |
| 13             | 嬐嬑嬒嬓嬔嬕嬖嬗嬘嬙嬚嬛嬜嬝嬞嬟嬠嬡嬢                                                                                               |
| 14             | 嬣嬤嬥嬦嬧嬨嬩嬪嬫嬬嬭嬮嬯嬰嬱嬲嬳嬴嬵嬶嬷                                                                                           |
| 15             | 嬸嬺嬻嬼嬽 |
| 16             | 嬹嬾嬿 |
| 17             | 孀孁孂孃孄孅孆 |
| 18             | 孇孈孉 |
| 19             | 孊孋孌 |
| 20             | 孍 |
| 21             | 孎孏 |

## Usages en japonais
Exemples :
- 女 (on’na) veut dire femme ;
- 女らしい (on’narashii) veut dire efféminé ;
- 少女 (shōjo) signifie fillette.

Il s'emploie aussi pour écrire certains prénoms comme 夏女 (Natsume).